# AGIL Volley 1999-2000
Questa voce raccoglie le informazioni riguardanti l'AGIL Volley nelle competizioni ufficiali della stagione 1999-2000.

## Stagione
Dopo essere retrocessa in Serie B1 al termine della stagione 1998-99, l'AGIL Volley, viene ripescata, a causa della mancata iscrizione di alcune squadre, in Serie A2, disputando così per la seconda volta consecutiva il campionato cadetto: la fase di mercato vede un radicale cambiamento della squadra, con la conferma di poche giocatrici, tra cui Natalia Viganò, Sonia Gioria e Liana Mesa e l'acquisto di giovani interessanti come Sara Anzanello e Paola Cardullo ed altre più esperte come Virginie De Carne, Laura Venturini e Valeria Rosso. La prima fase di campionato si apre con quattro vittorie consecutive, seguita poi da una serie di risultati altalenanti che portano il club al quarto posto nel girone B, qualificandolo così per il girone promozione nella seconda fase; anche in questo caso l'AGIL raccoglie numerosi successi e qualche sconfitta: con un bottino di 52 punti, ottenuti grazie alle diciassette vittorie totali e undici sconfitte, la squadra è terza, ottenendo la qualificazione ai play-off promozione; le piemontesi superano in semifinale il Volley Vigevano, ma vengono sconfitte in finale, dopo tre gare, dal Team Volley Imola, perdendo l'opportunità di promozione in Serie A1.
L'AGIL Volley partecipa anche alla Coppa Italia di Serie A2, venendo però sconfitta al primo turno, ossia gli ottavi di finale, dal Volley Castellanza: alla sconfitta in casa segue il successo in trasferta nella gara di ritorno, ma a causa del minor numero di set vinti, non si qualifica ai quarti di finale.

## Organigramma societario
Area direttiva
- Presidente: Giovanna Saporiti

Area tecnica
- Allenatore: Luciano Pedullà
- Allenatore in seconda: Luca Privitera

Area sanitaria
- Medico: Maurizio Viola
- Fisioterapista: Stefania Bodini

## Rosa
| N° | Nome              | Ruolo | Data di nascita  | Nazionalità sportiva |
| -- | ----------------- | ----- | ---------------- | -------------------- |
| 1  | Sara Anzanello    | C     | 30 luglio 1980   | Italia               |
| 2  | Natalia Viganò    | S     | 24 novembre 1979 | Italia               |
| 3  | Valeria Rosso     | C     | 24 ottobre 1981  | Italia               |
| 4  | Doriana Frontini  | C     | 19 maggio 1972   | Italia               |
| 6  | Cristina Cappa    | S     | 6 gennaio 1975   | Italia               |
| 7  | Aniara Muñoz      | S     | -                | Cuba                 |
| 8  | Laura Venturini   | P     | 30 gennaio 1977  | Italia               |
| 9  | Virginie De Carne | S/O   | 25 maggio 1977   | Belgio               |
| 10 | Paola Cardullo    | L     | 18 marzo 1982    | Italia               |
| 11 | Nicoletta Ventura | S     | 29 agosto 1976   | Italia               |
| 12 | Elena Bruscetta   | S     | 29 agosto 1982   | Italia               |
| 13 | Noemi Porzio      | L     | 8 luglio 1984    | Italia               |
| 14 | Sonia Gioria      | P     | 6 gennaio 1978   | Italia               |
| 15 | Liana Mesa        | S     | 26 dicembre 1977 | Cuba                 |

## Mercato
| Acquisti | Acquisti          | Acquisti     | Acquisti   |
| R.       | Nome              | da           | Modalità   |
| -------- | ----------------- | ------------ | ---------- |
| C        | Sara Anzanello    | Club Italia  | definitivo |
| S        | Elena Bruscetta   | ?            | definitivo |
| S        | Cristina Cappa    | ?            | definitivo |
| L        | Paola Cardullo    | Omegna       | definitivo |
| S        | Aniara Muñoz      | ?            | definitivo |
| S/O      | Virginie De Carne | Modena       | definitivo |
| C        | Doriana Frontini  | Centro Ester | definitivo |
| L        | Noemi Porzio      | -            | definitivo |
| C        | Valeria Rosso     | Gattinara    | definitivo |
| P        | Laura Venturini   | Pool Piave   | definitivo |

| Cessioni | Cessioni            | Cessioni      | Cessioni   |
| R.       | Nome                | a             | Modalità   |
| -------- | ------------------- | ------------- | ---------- |
| S        | Aniara Muñoz        | ?             | definitivo |
| C        | Stefania Casuscelli | Amatori Bari  | definitivo |
| S        | Jolanda Elshof      | Vigevano      | definitivo |
| S        | Sonia Gavioli       | ?             | definitivo |
| C        | Roberta Luraghi     | ?             | definitivo |
| P        | Luciana Merlotti    | Matera        | definitivo |
| C        | Andrea Smandrova    | ?             | definitivo |
| S        | Sabrina Taboni      | Castellanzese | definitivo |

## Risultati

### Serie A2

#### Prima fase - Girone di andata
| 1ª giornata - 10 ottobre 1999 Palazzetto dello Sport, Tortoreto | Tortoreto    | 1 - 3 | AGIL               | 16-25, 25-15, 14-25, 14-25        |
| 2ª giornata - 17 ottobre 1999 PalaDalLago, Novara               | AGIL         | 3 - 1 | Roma               | 19-25, 25-17, 25-19, 26-24        |
| 3ª giornata - 24 ottobre 1999 PalaFlorio, Bari                  | Amatori Bari | 1 - 3 | AGIL               | 25-19, 21-25, 22-25, 19-25        |
| 4ª giornata - 31 ottobre 1999 PalaDalLago, Novara               | AGIL         | 3 - 0 | Castellanzese      | 25-20, 25-17, 25-22               |
| 5ª giornata - 7 novembre 1999 PalaFiera, Forlì                  | Icot         | 3 - 2 | AGIL               | 23-25, 25-20, 20-25, 25-14, 18-16 |
| 6ª giornata - 14 novembre 1999 PalaDalLago, Novara              | AGIL         | 3 - 2 | Giannino Pieralisi | 23-25, 25-19, 18-25, 25-16, 15-10 |
| 7ª giornata - 21 novembre 1999 PalaRuggi, Imola                 | Imola        | 3 - 1 | AGIL               | 25-18, 25-19, 23-25, 25-23        |

#### Prima fase - Girone di ritorno
| 8ª giornata - 28 novembre 1999 PalaDalLago, Novara       | AGIL               | 3 - 0 | Tortoreto    | 25-21, 27-25, 25-21               |
| 9ª giornata - 5 dicembre 1999 PalaFonte, Roma            | Roma               | 3 - 1 | AGIL         | 16-25, 25-21, 25-21, 28-26        |
| 10ª giornata - 8 dicembre 1999 PalaDalLago, Novara       | AGIL               | 1 - 3 | Amatori Bari | 18-25, 25-20, 22-25, 28-30        |
| 11ª giornata - 12 dicembre 1999 PalaBorsani, Castellanza | Castellanzese      | 1 - 3 | AGIL         | 25-18, 23-25, 20-25, 22-25        |
| 12ª giornata - 19 dicembre 1999 PalaDalLago, Novara      | AGIL               | 3 - 1 | Icot         | 17-25, 25-17, 25-21, 28-26        |
| 13ª giornata - 16 gennaio 2000 PalaTriccoli, Jesi        | Giannino Pieralisi | 3 - 1 | AGIL         | 19-25, 25-14, 25-22, 25-21        |
| 14ª giornata - 23 gennaio 2000 PalaDalLago, Novara       | AGIL               | 2 - 3 | Imola        | 25-16, 22-25, 25-23, 22-25, 11-15 |

#### Seconda fase - Girone di andata
| 1ª giornata - 6 febbraio 2000 PalaFonte, Roma       | Roma          | 1 - 3 | AGIL               | 17-25, 22-25, 25-21, 16-25       |
| 2ª giornata - 12 febbraio 2000 PalaDalLago, Novara  | AGIL          | 3 - 1 | Sestese            | 22-25, 25-20, 25-19, 25-18       |
| 3ª giornata - 20 febbraio 2000 PalaValenti, Firenze | Promo Firenze | 3 - 1 | AGIL               | 25-22, 17-25, 25-16, 25-22       |
| 4ª giornata - 23 febbraio 2000 PalaBursi, Rubiera   | Spezzano      | 3 - 1 | AGIL               | 25-18, 22-25, 25-20, 25-19       |
| 5ª giornata - 27 febbraio 2000 PalaDalLago, Novara  | AGIL          | 3 - 1 | Giannino Pieralisi | 25-22, 25-23, 22-25, 25-18       |
| 6ª giornata - 5 marzo 2000 PalaDalLago, Novara      | AGIL          | 3 - 0 | Imola              | 25-20, 25-18, 25-22              |
| 7ª giornata - 12 marzo 2000 PalaBasletta, Vigevano  | Vigevano      | 2 - 3 | AGIL               | 26-28, 25-21, 25-17, 25-27, 4-15 |

#### Seconda fase - Girone di ritorno
| 8ª giornata - 19 marzo 2000 PalaDalLago, Novara                      | AGIL               | 3 - 1 | Roma          | 25-22, 27-25, 17-25, 25-21        |
| 9ª giornata - 26 marzo 2000 Palazzetto dello Sport, Sesto Fiorentino | Sestese            | 3 - 0 | AGIL          | 25-19, 25-20, 25-23               |
| 10ª giornata - 2 aprile 2000 PalaDalLago, Novara                     | AGIL               | 3 - 2 | Promo Firenze | 25-21, 23-25,25-22, 20-25, 15-10  |
| 11ª giornata - 5 aprile 2000 PalaDalLago, Novara                     | AGIL               | 2 - 3 | Spezzano      | 25-17, 23-25, 25-21, 17-25, 10-15 |
| 12ª giornata - 9 aprile 2000 PalaTriccoli, Jesi                      | Giannino Pieralisi | 1 - 3 | AGIL          | 19-25, 25-21, 23-25, 20-25        |
| 13ª giornata - 16 aprile 2000 PalaRuggi, Imola                       | Imola              | 3 - 2 | AGIL          | 25-19, 25-22, 15-25, 23-25, 15-10 |
| 14ª giornata - 22 aprile 2000 PalaDalLago, Novara                    | AGIL               | 3 - 0 | Vigevano      | 25-22, 25-19, 25-22               |

#### Play-off promozione
| Semifinali (gara 1) - 30 aprile 2000 PalaDalLago, Novara   | AGIL     | 3 - 0 | Vigevano | 25-13, 25-19, 25-15               |
| Semifinali (gara 2) - 4 maggio 2000 PalaBasletta, Vigevano | Vigevano | 3 - 2 | AGIL     | 25-18, 25-27, 25-22, 21-25, 15-13 |
| Semifinali (gara 3) - 7 maggio 2000 PalaDalLago, Novara    | AGIL     | 3 - 0 | Vigevano | 25-16, 25-19, 25-20               |
| Finale (gara 1) - 14 maggio 2000 PalaRuggi, Imola          | Imola    | 3 - 0 | AGIL     | 25-21, 25-23, 25-17               |
| Finale (gara 2) - 18 maggio 2000 PalaDalLago, Novara       | AGIL     | 3 - 2 | Imola    | 25-18, 11-25, 26-24, 18-25, 15-6  |
| Finale (gara 3) - 21 maggio 2000 PalaRuggi, Imola          | Imola    | 3 - 2 | AGIL     | 29-27, 23-25, 25-22, 21-25, 15-13 |

### Coppa Italia di Serie A2

#### Fase a eliminazione diretta
| Ottavi di finale (andata) - 27 ottobre 1999 PalaDalLago, Novara       | AGIL          | 0 - 3 | Castellanzese | 23-25, 29-21, 17-25               |
| Ottavi di finale (ritorno) - 3 novembre 1999 PalaBorsani, Castellanza | Castellanzese | 2 - 3 | AGIL          | 27-25, 21-25, 20-25, 25-17, 14-16 |

## Statistiche

### Statistiche di squadra
| Competizione             | Punti | In casa | In casa | In casa | In trasferta | In trasferta | In trasferta | Totale | Totale | Totale |
| Competizione             | Punti | G       | V       | P       | G            | V            | P            | G      | V      | P      |
| ------------------------ | ----- | ------- | ------- | ------- | ------------ | ------------ | ------------ | ------ | ------ | ------ |
| Serie A2                 | 25/52 | 17      | 14      | 3       | 17           | 6            | 11           | 34     | 20     | 14     |
| Coppa Italia di Serie A2 | -     | 1       | 0       | 1       | 1            | 1            | 0            | 2      | 1      | 1      |
| Totale                   | -     | 18      | 14      | 4       | 18           | 7            | 11           | 36     | 21     | 15     |

G = partite giocate; V = partite vinte; P = partite perse